# Jorkos Damen
Jorkos Damen (Hilvarenbeek, 25 januari 1974) is een Nederlandse film- en televisieregisseur.

## Biografie
Jorkos Damen studeerde AVM aan de Hogeschool voor de Kunsten Utrecht. Hij studeerde af als EMMA met zijn eindexamenfilm Kalverliefde (1996) waarvoor hij eerder de FilmNet Scenarioprijs won.
Na zijn studie Theater-, Film- en Televisiewetenschappen aan de Universiteit Utrecht volgde hij het script development course aan het Maurits Binger Film Instituut te Amsterdam.

### Carrière
Na enkele maanden in Nieuw-Zeeland werkzaam te zijn geweest op de set van Peter Jackson’s Lord of the Rings begon hij als regisseur voor series als Onderweg naar Morgen (2003-2004) van Yorin en de RTL 4 soap Goede tijden, slechte tijden (2004-2006).
Van ONM (voor BNN) was hij creatief producent alvorens hij in 2007 bij Studio 100 ging werken als regisseur voor Het Huis Anubis. In opdracht van Studio 100 zette hij voor de jongerenzender Nick een Duitse versie van deze serie op.
Als eerste regisseur van Das Haus Anubis was hij drie jaar werkzaam voordat hij in 2012 de Duitse bioscoopfilm Das Haus Anubis – Pfad der 7 Sünden maakte. Daarna regisseerde hij bij Studio 100 enkele afleveringen van Galaxy Park en het eerste seizoen van de jongerenserie Hotel 13.
In 2013 regisseerde hij de televisiefilm Hotel 13:Rock ‘n Roll Highschool en was in datzelfde jaar eind-regisseur van de scripted reality-serie Beschuldigd voor SBS6. Sinds oktober 2013 werkt Damen als regisseur voor de dagelijkse BNN-dramaserie StartUp.
Na nog twee projecten voor Studio 100 te hebben geregisseerd (Ghostrockers en Kosmoo) keerde hij in 2016 weer terug naar Nederland om daar een aantal afleveringen van SpangaS en Mees Kees de serie te maken.